# Exponeringseffekten
Exponeringseffekten, även blott exponering-fenomenet (eng. mere exposure) och familiaritetseffekten, är inom psykologin och socialpsykologin ett begrepp för ett fenomen när det gäller hur en attityd till en annan person eller ett annat socialt objekt förändras. Det handlar om att när man till exempel först möter en person, ser en tavla eller hör en låt, tycker man bättre om denna ju mer man exponeras för den. Ju oftare man umgås med en person, ser en tavla eller lyssnar på en ny artist, desto mer tycker man om den generellt sett. 
Mycket modern reklam och propaganda grundar sig på exponeringseffekten. Även musikindustrin har börjat använda den här effekten för att få folk att gilla musik de kanske inte gillade från början.